# Євтушенко Елла Юхимівна
Елла Юхимівна Євтушенко (нар. 21 грудня 1996,  Київ) — українська поетеса, перекладачка, музикантка. 

## Біографія, поетична творчість
Елла Євтушенко народилася в Києві в професорсько-музичній сім'ї. Батько Елли, Юхим Євтушенко, засновник і керівник диксиленду «Dixie Bubbles», мама — Лариса Остапенко — викладачка КНУКІМ. 
Елла закінчила музичну школу по класу скрипки, з дитинства писала вірші. Перші значні досягнення Елли Євтушенко в поезії припадають на 2013 рік, коли на той момент 16-річна дівчина стала дипломанткою декількох знакових поетичних конкурсів для молодих поетів — тернопільського «Dictum» та львівської «Молодої республіки поетів» (у наступні кілька років Елла також була постійною учасницею фінальної частини цього поетичного фестивалю). Вже 2014 року Елла стала однією з хедлайнерок мистецького фестивалю «КобзарТ».
2016 року одружується з українським поетом Богданом-Олегом Горобчуком.
Кілька разів (2015, 2016, 2019) стає лауреаткою одного з найпрестижніших конкурсів для молодих літераторів —  конкурсу видавництва «Смолоскип».
Восени 2016 року в тернопільському видавництві "Крок" виходить дебютна збірка поезій "Lichtung" (з ілюстраціями та післямовою Юлії Стахівської, післясловом Богдана-Олега Горобчука, передмовою Павла Коробчука і відгуком на обкладинці Петра Мідянки).
Елла Євтушенко перекладає поезію, художню прозу та нон-фікшн з французької та англійської мови. Із березня 2019 року веде Telegram-канал про переклад і не тільки - "Елла в країні слів".

## Музичні проєкти

### «Thuyone»
Поточний сольний електронно-поетичний проєкт, заснований наприкінці 2020 року. У березні 2021 року виходить сингл на вірш американського модерніста е. е. каммінґса «Anysong», а в червні з'являється перший міні-альбом «Existence» із піснями трьома мовами. До альбому, крім треку «Anysong», ввійшли композиції на тексти Василя Стуса, Катерини Калитко та Артюра Рембо.

За кілька днів до офіційного релізу музикантка презентувала альбом у рамках Х Книжкового Арсеналу. Thuyone також мала виступ на фестивалі Захід (спеціальна програма з сесійним барабанщиком Павлом Коробчуком) і підготувала імпровізаційний сет із піаністом Віталієм Кияницею (Берлін) і сучасними українськими проєктами ексклюзивно для фестивалю BookSpace у Дніпрі.
Електронно-поетичний проєкт Thuyone має на меті зазирнути за ту межу, за якою поезія перетворюється на музику, а музика – на чисте відчуття. Його назва відсилає до туйону – назви психоделічної речовини, наявної в невеликих дозах в абсенті. Абсент був улюбленим напоєм багатьох митців ХІХ-ХХ сторіччя, зокрема так званих «проклятих поетів», серед яких – Шарль Бодлер та Артюр Рембо. Водночас туйон не лише єднає цей проєкт з історією мистецтва, а й оприявнює наркотичну природу музики загалом – її ритми та гармонія діють на людей не менш потужно за будь-які речовини, при цьому позбавлена їхніх негативних ефектів. (З опису на сайті проєкту [Архівовано 7 вересня 2021 у Wayback Machine.]).

### «Drunk&Drowned»
В 2013 році Елла Євтушенко разом із друзями засновує гурт «Drunk&Drowned», остаточний склад якого стабілізувався вже навесні 2015 року, з приходом на місце барабанщика Павла Коробчука, також відомого українського поета. «Drunk&Drowned» — учасник багатьох українських фестивалів, зокрема гурт став хедлайнером житомирського фестивалю «АрТерапія», що відбувся влітку 2015 року, а 2016 року виступав на фестивалях «Ї» та "З країни в Україну". Сольні виступи гурту відбулися в клубах «Бочка», «Укроп» та на інших знакових сценах. Із кінця 2016 року гурт припинив діяльність.

### «Микола і телевізор»
Влітку 2014 року Елла Євтушенко долучається до учасників гурту «Микола і телевізор» (Богдана-Олега Горобчука, Тараса Єфіменка та Олександра Уласенка), який з її появою перетворюється на повноцінний «пісенний проєкт».
Між серпнем 2014 року та листопадом 2015 року був записаний демо-матеріал для першого альбому гурту, дата випуску якого запланована на другу половину 2016 року. Перший концерт проєкту відбувся у серпні 2015 року на розігріві гурту Drunk&Drowned. Із січня 2016 року Микола і телевізор стає частим гостем ефірів у ЗМІ, доносячи свою естетичну позицію до ширших мас слухачів, аніж це було можливо досі, і аніж це дозволяли простори соцмереж (тим паче враховуючи той факт, що від виникнення гурту і до початку 2016 року офіційних сторінок проєкту досі не створено). Так, коментуючи в ефірі Громадського радіо історію гурту, учасники пов'язали її початок з космосом. Для учасників гурту «космосом» було прагнення покоління їхніх батьків відірватися від реальності, піднестися над буденністю. «Наші пісні пронизані тонкою міфологією пізнього радянського періоду, коли радянська ідентичність не витримала атаку вестернізації. Це в жодному разі не ностальгія за Радянським Союзом, якого ми по суті і не застали свідомому віці, народившись в середині 80-х. Ми відчуваємо себе українцями. Але навіщо заперечувати все, що сталось?» — каже Богдан-Олег Горобчук. Розповідаючи про історії виникнення окремих пісень, учасники проекту Микола і телевізор також наголосили на тому, що тексти — не надумані, вони мають цілком ясну концепцію, лише метафорично переосмислену. Елла Євтушеко: «Вуса» — пісня про вусатого українського космонавта з Херсонщини Віталія Жолобова. Тарас Єфіменко: А щодо «Orlando Baptista» — колись пан Курт Кобейн під час інтерв'ю розповідав про диск неіснуючої групи Orlando Baptista, і ми використали цей образ у пісні.